# Дрюс, Джордж Клэридж
Джордж Клэ́ридж Дрюс (англ. George Claridge Druce; 1850—1932) — английский ботаник и химик-фармацевт, мэр Оксфорда в 1900 году.

## Биография
Джордж Клэридж Дрюс родился 23 мая 1850 года в приходе Поттерспери на юге Нортгемптоншира, незаконнорожденный сын Джейн Дрюс. Учился в школе в Ярдли-Гобене, соседнем приходе. С 1866 года работал в фармацевтической фирме в Нортгемптоне, в возрасте 22 лет получил диплом химика-фармацевта.
В 1879 году Дрюс основал компанию по продаже лекарств Druce & Co. в Оксфорде, где работал до самой своей смерти. Этот магазин, а также сам Дрюс, упоминаются в сатире Макса Бирбома Zuleika Dobson, описывающей студенческую жизнь в Оксфорде.
В 1886 году Дрюс выпустил свою первую региональную монографию растений, Флору Оксфордшира (Flora of Oxfordshire). В 1889 году Оксфордский университет присвоил Клэриджу Дрюсу почётную степень магистра наук. С 1892 года он работал в городской мэрии Оксфорда. В 1900—1901 Дрюс был мэром города.
В 1919 году Дрюс получил степень магистра искусств без защиты диссертации, через год стал ольдерменом Оксфорда.
Клэридж Дрюс скончался 29 февраля 1932 года в своём доме в Оксфорде.
Основной гербарий Дрюса, содержащий более 250 тысяч образцов растений, хранится в Оксфордском университете (OXF).

## Некоторые научные работы
- Druce, G.C. (1886). The flora of Oxfordshire. 452 p.
- Druce, G.C. (1898). The flora of Berkshire. 644 p.
- Druce, G.C. (1908). List of British plants. 104 p.
- Druce, G.C. (1926). The flora of Buckinghamshire. 437 p.
- Druce, G.C. (1930). The flora of Northamptonshire. 303 p.
- Druce, G.C. (1937). The comital flora of the British Isles. 407 p.

## Некоторые виды растений, названные в честь Дж. К. Дрюса
- Elytrigia ×drucei Stace, 2001 [= Elymus ×drucei (Stace) Lambinon, 2004]
- ×Orchicoeloglossum drucei A.Camus, 1928 [= Dactylorhiza ×drucei (A.Camus) ined.]